# Acanthocyclops kagaensis
Acanthocyclops kagaensis is een eenoogkreeftjessoort uit de familie van de Cyclopidae. De wetenschappelijke naam van de soort is voor het eerst geldig gepubliceerd in 1964 door ItoTak.